# 筑後山一政
筑後山 一政（ちくごやま かずまさ、1926年1月8日 - 1978年3月12日）は、福岡県柳川市（旧福岡県山門郡）出身で立浪部屋に所属した元大相撲力士。本名は石橋 一政（いしばし かずまさ）。185cm、106kg。最高位は東十両2枚目。得意技は右四つ、寄り。

## 来歴
福岡県柳川市の中學伝習館(現在の福岡県立伝習館高等学校)から中央大学法学部に進み、卒業直前に召集、大きな体に合う軍服が無かったため、陸軍気象部に配属され終戦を迎えた。卒業後は農林省に入省。
官僚時代に横綱・羽黒山政司一行が巡業で柳川に来た際に勧誘されて立浪部屋に入門することになり、その翌年1948年5月場所に初土俵を踏む。1954年3月場所に十両に昇進。その場所は13勝2敗の好成績を挙げ、優勝決定戦に進出（愛知山に敗れて優勝同点）。その後も勝ち越しを続け、体格と相まって周囲からも有望視されていたが、出羽海部屋の出羽湊と対戦した際、土俵で失神するほどの強烈な張り手を受け鼓膜を損傷。体にも少し麻痺が残り、以後の成績にかなりの影響が出た。その後入幕まであともう一歩という時に膝を故障、1959年1月場所に引退。
引退後しばらくは立浪部屋の事務を担当。その後叔父の経営する(株)京浜土地に勤務。親族達と共に横須賀市浦上台一帯の宅地造成事業に尽力した。1978年3月12日、52歳で死去。

## エピソード
- 柳川に巡業に来ていた立浪部屋の横綱羽黒山政司を投げ飛ばした事がきっかけで入門する事になったというエピソードを持つ。また、角界入りにはその体格に惚れ込んだ柳川の隣町、大川市出身の4代目陸奥親方（本名：石橋 清治郎・現役時代の四股名は2代目大潮)の強い薦めもあったらしい。
- 筑後山の素顔を知る人は皆「体は大きいものの、物静かで気が優しく、とても格闘技が出来るような人ではなかった」と口を揃える。ある時、対戦相手が足を痛めていたので周囲から「足を攻めろ」と言われたが拒否、逆に相手の足を気遣うあまり勝負に集中できず負けてしまったことがあった。後日、親しい友人から何故足を攻めなかったのかと聞かれ、「そうまでして勝ちたいとは思わない」と語ったという。
- 生家の石橋家は筑後柳河藩主立花家の流れを汲む士族。父は浄土真宗本願寺派第22世法主鏡如 (大谷光瑞) の秘書で「光瑞の懐刀」と呼ばれた石橋岱城 。初代タイガーマスク佐山聡を指導した事で知られる「サンボの神様」ことビクトル古賀 (日本名 古賀正一) は従兄弟にあたる。[1][2]
- 幕下に在位していた1952年9月場所において、初日に勝ってからヌケヌケで8勝7敗という珍しい記録を残している。

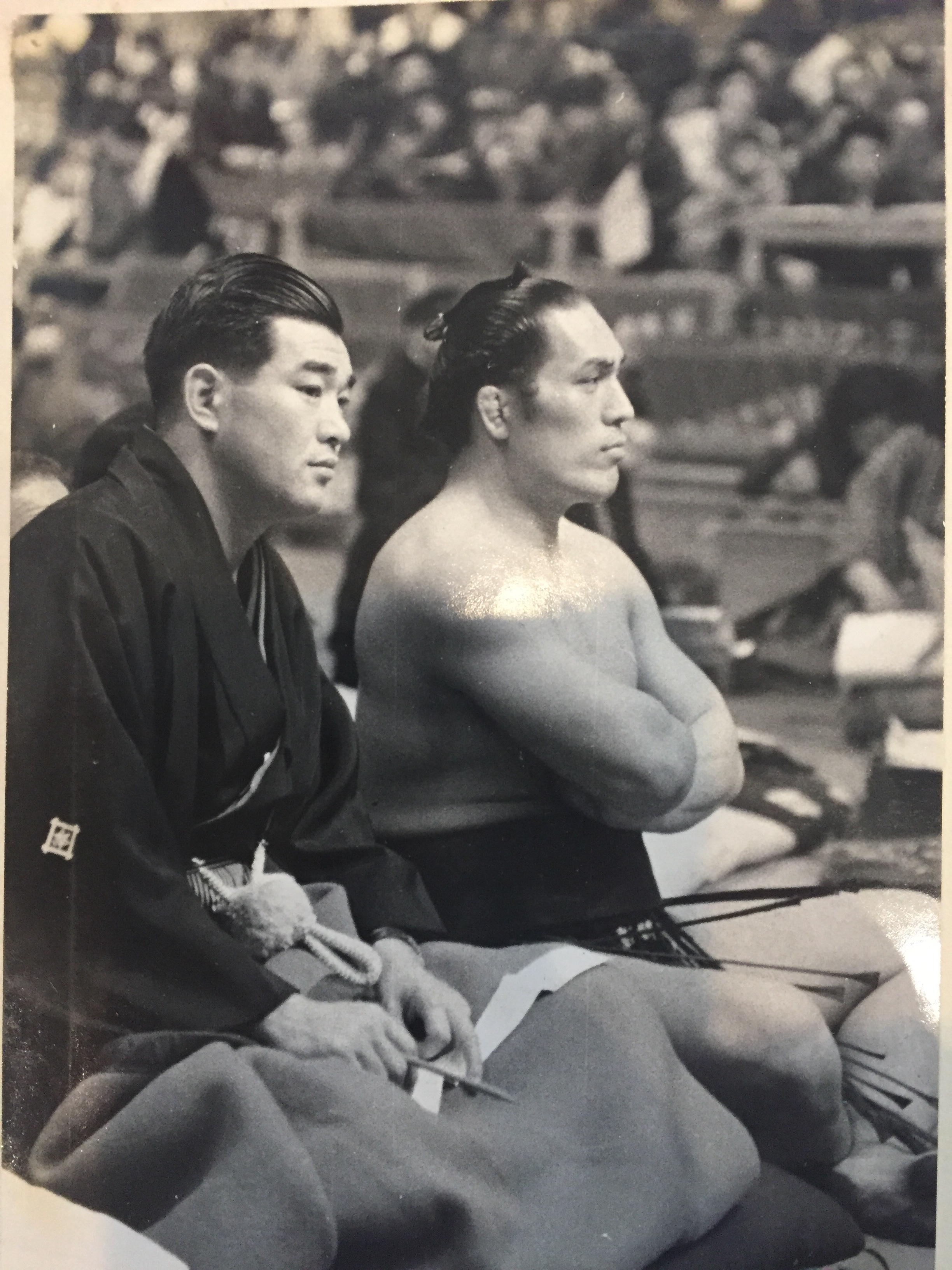
羽黒山と

## 主な成績
- 通算成績：246勝268敗3休 勝率.479
- 十両成績：96勝111敗3休 勝率.464
- 現役在位：42場所
- 十両在位：14場所

### 場所別成績
| | 一月場所 初場所（東京） | 三月場所 春場所（大阪） | 五月場所 夏場所（東京） | 七月場所 名古屋場所（愛知） | 九月場所 秋場所（東京） | 十一月場所 九州場所（福岡） |
| --- | ----------------------- | ----------------------- | ----------------------- | --------------------------- | ----------------------- | --------------------------- |
| 1948年 （昭和23年） | x                       | x                       | 新序 2–3                | x                           | 東序ノ口3枚目 5–1       | x                           |
| 1949年 （昭和24年） | 西序二段6枚目 7–5       | x                       | 東三段目20枚目 6–9      | x                           | 西三段目22枚目 9–6      | x                           |
| 1950年 （昭和25年） | 西三段目11枚目 6–9      | x                       | 西三段目17枚目 12–3     | x                           | 西幕下27枚目 7–8        | x                           |
| 1951年 （昭和26年） | 東幕下27枚目 8–7        | x                       | 西幕下21枚目 5–10       | x                           | 西幕下27枚目 9–6        | x                           |
| 1952年 （昭和27年） | 西幕下16枚目 9–6        | x                       | 西幕下10枚目 7–8        | x                           | 東幕下12枚目 8–7        | x                           |
| 1953年 （昭和28年） | 東幕下11枚目 8–7        | 西幕下6枚目 5–3         | 西幕下3枚目 4–4         | x                           | 東幕下3枚目 4–4         | x                           |
| 1954年 （昭和29年） | 西幕下2枚目 5–3         | 東十両21枚目 13–2       | 西十両8枚目 10–5        | x                           | 東十両4枚目 8–7         | x                           |
| 1955年 （昭和30年） | 東十両2枚目 2–10–3      | 東十両15枚目 9–6        | 東十両9枚目 5–10        | x                           | 東十両14枚目 8–7        | x                           |
| 1956年 （昭和31年） | 東十両10枚目 8–7        | 東十両7枚目 7–8         | 西十両9枚目 5–10        | x                           | 西十両14枚目 4–11       | x                           |
| 1957年 （昭和32年） | 東十両21枚目 8–7        | 東十両18枚目 6–9        | 東十両21枚目 3–12       | x                           | 西幕下10枚目 3–5        | 西幕下15枚目 2–6            |
| 1958年 （昭和33年） | 東幕下25枚目 2–6        | 東幕下32枚目 2–6        | 西幕下44枚目 2–6        | 西幕下53枚目 5–3            | 東幕下44枚目 2–6        | 西幕下56枚目 5–3            |
| 1959年 （昭和34年） | 西幕下46枚目 引退 1–7–0 | x                       | x                       | x                           | x                       | x                           |
| 各欄の数字は、「勝ち-負け-休場」を示す。 優勝 引退 休場 十両 幕下 三賞：敢=敢闘賞、殊=殊勲賞、技=技能賞 その他：★=金星 番付階級：幕内 - 十両 - 幕下 - 三段目 - 序二段 - 序ノ口 幕内序列：横綱 - 大関 - 関脇 - 小結 - 前頭（「#数字」は各位内の序列） |                         |                         |                         |                             |                         |                             |

## 四股名の変遷
- 石橋川 一政（いしばしがわ かずまさ）1948年5月場所 - 1949年5月場所
- 筑後山 一政（ちくごやま かずまさ）1949年10月場所 - 1956年5月場所
- 大柳山 一政（だいりゅうざん かずまさ）1956年9月場所 - 1957年9月場所
- 石橋 一政（いしばし かずまさ）1957年11月場所 - 1959年1月場所